# Шоядур
Шояду́р (рос. Шоядур, марій. Шоядӱр) — присілок у складі Медведевського району Марій Ел, Росія. Входить до складу Пекшиксолинського сільського поселення.

## Населення
Населення — 128 осіб (2010; 152 у 2002).
Національний склад (станом на 2002 рік):
- лучні марійці — 58 %
- марійці — 31 %